# 마에다 히로유키
마에다 히로유키(일본어: 前田宏行, 1972년 2월 10일 지바현 마쓰도시)는 일본의 권투 선수, 킥복싱 선수다.

## 전적

### 입식 타격 전적
- 4전 1승 3패(1 KO)

| 경기일자       | 상대          | 결과 | 내용           | 대회                                     |
| -------------- | ------------- | ---- | -------------- | ---------------------------------------- |
| 2008년 2월 2일 | 하야토        | 패   | 1R TKO         | K-1 월드 맥스 2008 일본대표결정 토너먼트 |
| 2008년 2월 2일 | 다쓰지        | 승   | 1R 1분 10초 KO | K-1 월드 맥스 2008 일본대표결정 토너먼트 |
| 2007년 4월 4일 | 버질 칼라코다 | 패   | 3R 판정        | K-1 월드 맥스 2007 세계최종예선          |
| 2006년 9월 4일 | 버질 칼라코다 | 패   | 2R 33초 KO     | K-1 월드 맥스 2006 세계왕자 대항전       |

### 정보
주 베이스는 복싱이며, 키 178cm에 체중 70kg 이하인 그는 맥스급에서 조금 큰 키이다. 소속팀은 부쿠로 짐이다. 버질 칼라코다와 두 차례 대결했지만 두 번 모두 패배했다. 2008 일본대표 토너먼트에서 우승후보인 다쓰지를 1R에서 크게 격파시켰지만 준결승전에서는 하야토를 펀치로 몰아붙였지만 팔 부상으로 결국 TKO패하고 만다.

## 타이틀
그의 챔피언 타이틀은 복싱 라이트급 일본 챔피언, 복싱 슈퍼라이트급 일본 챔피언, 복싱 웰터급 일본 챔피언 총 3개의 챔피언 타이틀로, 이는 일본에서 따낸 타이틀이다.